# Ziyad al-Nakhalah
Ziyad al-Nakhalah (às vezes Ziad Nakhale; em árabe: زياد النخالة; nascido em 6  de abril de 1953) é um militante palestino que foi o líder da Jihad Islâmica Palestina (JIP), um grupo que se opõe a Israel e tem foi declarado uma organização terrorista por vários países, desde 28 de setembro de 2018. Acredita-se que ele viva no Líbano  ou na Síria.

## Biografia
Ziyad al-Nakhalah nasceu em 6 de abril de 1953 em Khan Yunis, Gaza, então sob ocupação egípcia. Seu pai foi morto em 1956 durante a crise de Suez. Al-Nakhalah formou-se como professor na Cidade de Gaza.
Em 1971, al-Nakhalah foi condenado à prisão perpétua em Israel por causa das suas atividades militantes com a Frente de Libertação Árabe. Ele foi um dos 1.150 prisioneiros de segurança libertados por Israel em 21 de maio de 1985, numa troca de prisioneiros no âmbito do Acordo de Jibril.
Após a sua libertação da prisão israelita, o então secretário-geral da JIP, Fathi Shikaki, encarregou al-Nakhalah de estabelecer na Faixa de Gaza o braço militar do grupo, as Brigadas Al-Quds. Al-Nakhalah foi detido novamente por Israel em Abril de 1988 pelo seu papel na primeira Intifada, e foi exilado no Líbano em Agosto de 1988 com outros líderes da JIP.
Al-Nakhalah tornou-se secretário-geral adjunto da JIP em 1995.
Em 23 de janeiro de 2014, al-Nakhalah foi designado Terrorista Especialmente Designado pelos Estados Unidos, resultando no congelamento de suas propriedades e interesses nos Estados Unidos. Os EUA também ofereceram uma recompensa de 5 milhões de dólares por informações que levassem à sua captura.
Al-Nakhalah foi eleito secretário-geral da JIP em 28 de setembro de 2018, sucedendo Ramadan Shalah, que sofreu uma série de derrames em abril de 2018.